# Аполинарий Равенски
Аполинарий Равенски (на гръцки: Απολλινάριος της Ραβένας, на италиански: Apollinare; * Антиохия; † 23 юли 75 г., Равена) е сирийски християнски светец, който според преданията е първият епископ на италианския град Равена. Почита се като свещеномъченик и от Източноправославната църква и от Римокатолическата църква.
Първото житие на Свети Аполинарий е написано от равенския епископ Мавро в средата на VII век.